# Fogo Luboń
Luboński 1943 – polski zespół piłkarski z siedzibą w Luboniu, występujący w klasie okręgowej. Klub został założony 3 marca 1943 roku.
W sezonie 2003/04, jeszcze jako LKS Luboń, klub posiadał kobiecą sekcję piłki nożnej, występującą w I lidze.

## Historia
- W 1945 roku, Luboński KS przystąpił do eliminacyjnych rozgrywek, celem utworzenia poszczególnych klas rozgrywkowych. W eliminacjach, które miały wyłonić skład najwyższej wówczas kl-A, Luboński KS znalazł się w grupie IV, ćwierćfinałowej i zajął ostatecznie 4. miejsce. Pierwsze trzy drużyny, wraz z pierwszymi trzema drużynami pozostałych trzech ćwierćfinałów utworzyły kl-A. Pozostałe drużyny w następnym sezonie grały w grupach kl-B.

tabelka gr IV
| Lp. | Klub             | Punkty | Bramki |
| --- | ---------------- | ------ | ------ |
| 1   | KKS Poznań       | 15     | 45-13  |
| 2   | Polonia Poznań   | 11     | 17-21  |
| 3   | Dąb Poznań       | 9      | 25-22  |
| 4   | Luboński KS      | 3      | 12-24  |
| 5   | Polonia Chodzież | 2      | 13-32  |

- W 1946 roku, Luboński KS wygrał swoją kl-B gr. II i wraz z Dyskobolią Grodzisk awansował do grupy półfinałowej drużyn walczących o awans do kl-A.

Tabela półfinałowa
| Lp. | Klub                             | Punkty | Bramki |
| --- | -------------------------------- | ------ | ------ |
| 1   | Luboński KS Luboń                | 9      | 20-11  |
| 2   | Legia Poznań                     | 7      | 16-8   |
| 3   | Polonia Chodzież                 | 7      | 14-12  |
| 4   | Dyskobolia Grodzisk Wielkopolski | 1      | 9-28   |

- Pierwszy sezon 1947 Lubońskiego KS w kl-A, zakończył się na 6. miejscu. W 18 meczach Luboński KS zdobył 18 punktów, przy 38-35 w bramkach.
- W połowie lat 50. XX wieku drużyna Lubońskiego KS należała już do najsilniejszych w Wielkopolsce, grając w kl-A. W 1954 roku, wywalczyła- 2. miejsce w kl-A, tuż za Prosną Kalisz i o mało awansowała do utworzonej w 1953 roku ligi międzywojewódzkiej (ówczesnej III ligi). Zakończenie sezonu 1955 okazało się jednak pomyślne. Wskutek likwidacji ligi międzywojewódzkiej, utworzono w jej miejsce, ligę okręgową (III szczebel rozgrywek) i dokooptowano do niej drużynę Lubońskiego KS.

Trzy sezony w lidze okręgowej
| Sezon | Liga          | Szczebel | Pozycja | Mecze | Punkty | Bramki |
| ----- | ------------- | -------- | ------- | ----- | ------ | ------ |
| 1956  | liga okręgowa | 3        | 3       | 22    | 32     | 39-17  |
| 1957  | liga okręgowa | 3        | 3       | 22    | 27     | 48-40  |
| 1958  | liga okręgowa | 3        | 10      | 22    | 16     | 25-35  |

- Sezony 1959, 1960 i 1960/1961 drużyna Lubońskiego KS rozgrywa w kl-A. Ten ostatni sezon kończy jednak jako Mistrz zdobywając w 18 meczach, 30 punktów i stosunku bramkowym 53-30, wywalczając ponownie awans do ligi okręgowej.
- Sezon 1961/1962 był już ostatnim, na szczeblu III ligi. Luboński KS aż do lat 90. XX wieku był drużyną niższych lig.
- W sezonie 2012/2013, a dokładnie w lutym 2013 roku, zgodnie z uchwałą podjętą na Walnym Zgromadzeniu Klubu Luboński F.C. nastąpiła zmiana nazwy klubu na Fogo Luboń. Poza zmianą nazwy klubu, herb, tradycja czy historia pozostały te same[1][2].

## Sezon po sezonie
| Sezon     | Liga                                    | Pozycja                                            | Mecze                                              | Punkty                                             | Bramki                                             |
| --------- | --------------------------------------- | -------------------------------------------------- | -------------------------------------------------- | -------------------------------------------------- | -------------------------------------------------- |
| 1987/88   | Liga Okręgowa                           | 10                                                 | 30                                                 | 29                                                 | 36-38                                              |
| 1988/89   | Liga Okręgowa                           | 15                                                 | 30                                                 | 13                                                 | 19-60                                              |
| 1989/90   | Klasa A                                 |                                                    |                                                    |                                                    |                                                    |
| 1990/91   | Klasa A                                 |                                                    |                                                    |                                                    |                                                    |
| 1991/92   | Klasa A, grupa II                       | 1                                                  | 30                                                 | 53                                                 | 124-20                                             |
| 1992/93   | IV liga (makroregionalna)               | 1                                                  | 26                                                 | 47                                                 | 84-16                                              |
| 1993/94   | III liga                                | 3                                                  | 38                                                 | 47                                                 | 64-39                                              |
| 1994/95   | III liga                                | 6                                                  | 34                                                 | 38                                                 | 54-42                                              |
| 1995/96   | III liga                                | 6                                                  | 34                                                 | 56                                                 | 50-38                                              |
| 1996/97   | III liga                                | 9                                                  | 34                                                 | 48                                                 | 60-54                                              |
| 1997/98   | III liga                                | 11                                                 | 34                                                 | 41                                                 | 53-64                                              |
| 1998/99   | IV liga (makroregionalna)               | 15/18                                              | 34                                                 | 29                                                 | 47-72                                              |
| 1999/2000 | IV liga (makroregionalna)               | 9/18                                               | 34                                                 | 48                                                 | 49-63                                              |
| 2000/01   | IV liga (wielkopolska-pół.)             | 6                                                  | 34                                                 | 51                                                 | 58-43                                              |
| 2001/02   | IV liga (wielkopolska-pół.)             | 9/14                                               | 26                                                 | 32                                                 | 43-40                                              |
| 2002/03   | IV liga (wielkopolska-pół.)             | 6/16                                               | 30                                                 | 46                                                 | 37-30                                              |
| 2003/04   | IV liga (wielkopolska-pół.)             | 2/16                                               | 30                                                 | 64                                                 | 64-22                                              |
| 2004/05   | IV liga (wielkopolska-pół.)             | 6/16                                               | 30                                                 | 47                                                 | 46-28                                              |
| 2005/06   | IV liga (wielkopolska-pół.)             | 8/16                                               | 30                                                 | 38                                                 | 32-45                                              |
| 2006/07   | IV liga (wielkopolska-pół.)             | 9/17                                               | 32                                                 | 43                                                 | 45-57                                              |
| 2007/08   | IV liga (wielkopolska-pół.)             | 11/16                                              | 30                                                 | 33                                                 | 37-61                                              |
| 2008/09   | IV liga (wielkopolska-pół.)             | 6/17                                               | 32                                                 | 55                                                 | 59-34                                              |
| 2009/10   | IV liga (wielkopolska-pół.)             | 6/16                                               | 30                                                 | 47                                                 | 49-44                                              |
| 2010/11   | IV liga (wielkopolska-pół.)             | 6/16                                               | 30                                                 | 49                                                 | 66-29                                              |
| 2011/12   | IV liga (wielkopolska-pół.)             | 1/16                                               | 30                                                 | 80                                                 | 82-15                                              |
| 2012/13   | III liga (grupa: kujawsko-pom.-wlkp.)   | 13/16                                              | 30                                                 | 36                                                 | 30-38                                              |
| 2013/14   | III liga (grupa: kujawsko-pom.-wlkp.)   | Fogo Luboń wycofało się z rozgrywek po 21. kolejce | Fogo Luboń wycofało się z rozgrywek po 21. kolejce | Fogo Luboń wycofało się z rozgrywek po 21. kolejce | Fogo Luboń wycofało się z rozgrywek po 21. kolejce |
| 2014/15   | Klasa okręgowa: Poznań Wschód           | 7/14                                               | 26                                                 | 38                                                 | 49-51                                              |
| 2015/16   | Klasa okręgowa: Poznań Wschód           | 1/14                                               | 26                                                 | 54                                                 | 59-29                                              |
| 2016/17   | IV liga (wielkopolska-pół.)             | 16/16                                              | 30                                                 | 6                                                  | 18-182                                             |
| 2017/18   | Klasa okręgowa: Poznań Wschód           | 14/14                                              | 26                                                 | 14                                                 | 29-74                                              |
| 2018/19   | Klasa A, grupa: Poznań III              | 6/14                                               | 26                                                 | 45                                                 | 66-53                                              |
| 2019/20   | Klasa A, grupa: wielkopolska IX         | 10/14                                              | 13                                                 | 14                                                 | 31-30                                              |
| 2020/21   | Klasa A, grupa: wielkopolska III        | 9/14                                               | 26                                                 | 29                                                 | 45-52                                              |
| 2021/22   | Klasa A, grupa: wielkopolska IV         | 8/12                                               | 22                                                 | 23                                                 | 32-51                                              |
| 2022/23   | Klasa A, grupa: wielkopolska IV         | 2/14                                               | 26                                                 | 64                                                 | 79-26                                              |
| 2023/24   | Klasa okręgowa, grupa: wielkopolska II  | 4/16                                               | 30                                                 | 53                                                 | 92-59                                              |
| 2024/25   | Klasa okręgowa, grupa: wielkopolska III | 2/16                                               | 30                                                 | 74                                                 | 107-27                                             |

| Oznaczenie kolorami |
| ------------------- |
| III poziom ligowy   |
| IV poziom ligowy    |
| V poziom ligowy     |
| VI poziom ligowy    |
| VII poziom ligowy   |
| VIII poziom ligowy  |

| Puchar Polski w piłce nożnej (2012/2013) |                              |         |
| Runda                                    | Przeciwnik                   | Wynik   |
| przedwstępna                             | Luboński KS – Calisia Kalisz | 3:0 wo. |
| wstępna                                  | LKS – Nielba Wągrowiec       | 3:1     |
| I runda                                  | LKS – GKS Katowice           | 4:2     |
| 1/16                                     | LKS – Wisła Kraków           | 0:5     |

## Sukcesy
- Rozgrywki PP
  - II runda Pucharu Polski: 1993/1994 i 2012/2013
  - Zdobycie Pucharu Polski strefy poznańskiej 1992/1993[4] i 2011/2012
  - Zdobycie Pucharu Polski WZPN: 2011/12
- Rozgrywki ligowe
  - występy w III lidze w sezonach: 1993/94, 1994/95, 1995/96, 1996/97, 1997/98 i 2012/13
  - występy w lidze okręgowej (wówczas III stopień rozgrywek) w sezonach: 1956, 1957, 1958

## Inne nazwy klubu
- Spójnia Luboń
- Sparta Luboń
- Luboński F.C.
- Fogo Luboń
- LKS Luboń
- Luboński KS
- Luboński 1943

## Trenerzy i zawodnicy
Szkoleniowcami klubu byli między innymi:
- Henryk Wróbel
- Hieronim Barczak
- Wiesław Zakrzewski (trener bramkarzy)
- Zbigniew Franiak
- Marcin Drajer
- Jarosław Araszkiewicz